# Мотивация учения
Мотивация учения (учебная мотивация) – частный вид мотивации, включённый в учебную деятельность.

### Разные определения
Сегодня этот термин может пониматься по-разному. 
Так, например, А.К. Маркова, Т.А. Матис, А.Б. Орлов считают, что мотивом учебной деятельности необходимо называть направленность учащегося на отдельные стороны учебной работы, связанную с внутренним к ней отношением.  
Хамедова Г.Н. предполагает, что учебная мотивация  – это опосредованный внутренними и внешними факторами процесс побуждения студентов к учебной деятельности для достижения образовательных целей. 

### Структура
Учебная мотивация может включать различные мотивы в зависимости от того, какую именно потребность будет удовлетворять действие, побужденное данным мотивом:
- Гражданский мотив (учение совершается для подготовки к жизни в обществе)

- Познавательный мотив (ориентируется на приобретение знаний и навыков)

- Мотив социальной идентификации с преподавателем (ученику необходимо соответствовать требованиям преподавателя)

- Мотив социальной идентификации с родителями (ученик соотносится с ожиданиями родителей в области учёбы и поведения в целом)

- Мотив переживания (связан с привлекательностью учебного материала)

- Материальный мотив (учение рассматривается, как предпосылка материальной обеспеченности)

- Мотив значения (приобретение и поддержка высокого социального статуса)[1]

Как правило, учебная деятельность порождается не одним мотивом, а совокупностью мотивов, которые дополняют друг друга. В связи с этим принято разделять ведущие мотивы и второстепенные. 

### Первая классификация Лидии Ильиничны Божович
Относительно того, чем обусловлены мотивы, существует два типа, выделенных Л.И. Божович: познавательные (те, что связаны с содержанием учебной деятельности и её выполнением) и социальные (связаны с различными взаимодействиями с людьми). 

### Вклад Марковой Аэлиты Константиновны
Позже это разделение конкретизировала А.К. Маркова. Она предложила более дифференцированную классификацию учебных мотивов.
Так, познавательная мотивация состоит из:
- широких познавательных мотивов («Мне нужно овладеть новыми знаниями!»)

- учебно-познавательных мотивов («Мне нужно понять, КАК добывать знания!»)

- мотивы самообразования («что я могу ещё узнать, чтобы стать лучше?»)

Социальная мотивация была разделена на:
- широкие социальные мотивы («Я должен, я ведь ответственный, и, кроме того, все вокруг говорят, что учиться – это правильно»)

- узкие социальные или позиционные мотивы («я хочу занять выгодную позицию в отношениях с окружающими»)

- мотивы социального сотрудничества («я должен по-разному взаимодействовать с другими людьми»)

### Вклад Мельниковой Татьяна Владимировны
В наше время, в 2011 году, "Мотив переживания" был проверен экспериментальным путем и реализован в образовательных квестах "Письма из сказки". Система была опробована на более 5000 детей и доказала свою научную жизнеспособность и высокую востребованность. 
Образовательные квесты рассчитаны на детей старшего дошкольного и младшего школьного возраста. Их цель заинтересовать школой, научить писать красиво и замечать собственные ошибки в тетради. Реализовано это при помощи погружения ребенка в интерактивное приключение, в котором он помогает жителям игрушечного города. Ребенок открывает для игрушек Школу, становится в ней учителем, ведет уроки, проверяет тетради и ставит оценки в дневники. Кроме того, чтобы помочь игрушкам он заполняет много игрушечных документов, понимая, что писать как взрослый нужно и интересно. Ребенок поможет игрушкам научиться писать и считать, вместе они прогонят злого волшебника.  

### Другие учёные
Мотивация учения является объектом для исследования многих учёных. В той или иной степени ею занимаются:
- Ильин Е.П.

- Маркова А.К.

- Божович Л.И.

- Чеботарёва Е.Ю.

- Соселия И.Л.

- Хамедова Г.Н.

- Симонова Н.М.

И другие.

### Видео
- Мотивация учиться — Доктор Комаровский. Гость в студии — Владимир Спиваковский